# Stadtgrenze (metropolitana di Norimberga)
La stazione di Stadtgrenze (letteralmente: "confine cittadino") è una stazione della metropolitana di Norimberga, servita dalla linea U1.

## Storia
La stazione di Stadtgrenze venne attivata il 20 marzo 1982, come parte della tratta da Eberhardshof a Jakobinenstraße.

## Interscambi
- Fermata autobus[2]